# Heterandrium subalatum
Heterandrium subalatum är en stekelart som beskrevs av Mayr 1906. Heterandrium subalatum ingår i släktet Heterandrium och familjen fikonsteklar.
Artens utbredningsområde är Kamerun. Inga underarter finns listade i Catalogue of Life.